# Diospyros okkesii
Diospyros okkesii là một loài thực vật có hoa trong họ Thị. Loài này được Kosterm. mô tả khoa học đầu tiên năm 1982.